# Où je mets ma pudeur
Pour plus de détails, voir Fiche technique et Distribution.
Où je mets ma pudeur est un court métrage français réalisé par Sébastien Bailly et sorti en 2013.

## Fiche technique
- Titre : Où je mets ma pudeur
- Réalisation : Sébastien Bailly
- Scénario : Sébastien Bailly
- Photographie : Sylvain Verdet
- Décors : Marine Fronty
- Son : Marie-Clotilde Chéry
- Montage : Cécile Frey
- Musique : Laurent Levesque
- Production : La Mer à boire Productions
- Pays d'origine :  France
- Durée : 21 minutes
- Date de sortie : France - 7 juin 2013[1]

## Distribution
- Hafsia Herzi : Hafsia Chouchane
- Marie Rivière : la prof
- Bastien Bouillon : Clément
- Donia Eden : la sœur
- Abdellah Moundy : le père
- Laurent Levesque
- Vincent Dietschy

## Distinctions

### Nomination
- César du meilleur court métrage 2015[2]

### Récompense
- Mention spéciale du Jury Jeunes au Festival du film d'éducation d'Évreux 2014[3]